# Xenopomphale sulcata
Xenopomphale sulcata är en stekelart som beskrevs av Christer Hansson och Lasalle 2003. Xenopomphale sulcata ingår i släktet Xenopomphale och familjen finglanssteklar.
Artens utbredningsområde är Costa Rica. Inga underarter finns listade i Catalogue of Life.